# Eremochelis acrilobatus
Espèce
Synonymes
- Therobates acrilobatus Muma, 1962

Eremochelis acrilobatus est une espèce de solifuges de la famille des Eremobatidae.

## Distribution
Cette espèce est endémique de Californie aux États-Unis,. Elle se rencontre dans le comté de San Bernardino.

## Description
La femelle holotype mesure 16,0 mm.

## Publication originale
- Muma, 1962 : The arachnid order Solpugida in the United States, Supplement 1. American Museum Novitates, no 2092, p. 1-44 (texte intégral).